# Sportprogramma (radio en televisie)
Een sportprogramma is een televisie- of radioprogramma dat over sport gaat. In een sportprogramma wordt verslag gedaan van sportwedstrijden, worden de uitslagen van sportwedstrijden gegeven of wordt een wedstrijd besproken.
Het verslag van een wedstrijd kan direct (live) worden uitgezonden, of op een later tijdstip.
Gesprekken over sportwedstrijden zijn vooral te verdelen in voor- en nabeschouwingen.
Sportprogramma's op de televisie bevatten vaak directe herhalingen en daarin onderscheiden zij zich van andere televisieprogramma's. Wanneer er tijdens een wedstrijd iets belangrijks is gebeurd (er wordt bijvoorbeeld een doelpunt gemaakt), wordt het meteen herhaald. Als een uitzending alléén het (rechtstreekse) verslag van een enkele sportwedstrijd beslaat dan wordt dit over het algemeen geen sportprogramma genoemd. Een sportprogramma behandelt meer dan alleen één wedstrijd: het gaat over verschillende sporten, een aantal wedstrijden, of beide.
Een bekend sportprogramma op de televisie is Studio Sport, dat door de NOS wordt uitgezonden. Studio Sport wordt sinds 5 april 1959 op zondagavond uitgezonden. Een bekend sportprogramma op de radio is Langs de Lijn op Radio 1, dat dagelijks wordt uitgezonden.
Een bekend sportprogramma op de Vlaamse televisie is Sportweekend dat sinds 1960 door de VRT wordt uitgezonden.